# Стави Миколаївської області
Стави Миколаївської області — стави, які розташовані на території Миколаївської області (в адміністративних районах і басейнах річок).
На території Миколаївської області налічується 1153 ставки, загальною площею 9869 га, об'ємом 97,2 млн м³.

## Загальна характеристика
Територія Миколаївської області становить 24,6 тис. км² (4,1% площі України).
Вона розташована більшою частиною в межах басейнів річок Південного Бугу (59,5%), Дніпра (23,5%) та річок Причорномор'я (17%).
Гідрографічна мережа Миколаївської області включає велику річку Південний Буг (257 км у межах області), її притоки — середні річки — Кодима, Синюха, Чорний Ташлик, Чичиклія, Інгул, а також середні річки басейну Дніпра — Інгулець з притокою Висунь.
Цільове призначення ставків — головним чином, комплексне використання, для риборозведення та зрошення.
Найбільше ставків знаходиться на території Первомайського (134 шт.), Казанківського (130 шт.), Кривоозерського (130 шт.) районів.
Близько 40% ставків області використовуються на умовах оренди.

## Наявність ставків у межах адміністративно-територіальних районів та міст обласного підпорядкування Миколаївської області[1]
| Район, місто      | Кількість ставків, шт. | Площа ставків, га | Об'єм ставків, млн м³ | В оренді, шт. | В оренді, га |
| ----------------- | ---------------------- | ----------------- | --------------------- | ------------- | ------------ |
| Арбузинський      | 42                     | 306               | 3,6                   | 22            | 189          |
| Баштанський       | 64                     | 468               | 4,6                   | 9             | 134          |
| Березанський      | 13                     | 1015              | 6,1                   | 5             | 176          |
| Березнегуватський | 44                     | 322               | 5,0                   | 14            | 144          |
| Братський         | 84                     | 580               | 7,2                   | 56            | 435          |
| Веселинівський    | 41                     | 263               | 4,3                   | 11            | 197          |
| Вознесенський     | 45                     | 329               | 3,0                   | 15            | 120          |
| Врадіївський      | 77                     | 347               | 3,1                   | 23            | 165          |
| Доманівський      | 52                     | 339               | 3,0                   | 18            | 134          |
| Єланецький        | 60                     | 416               | 5,2                   | 28            | 323          |
| Жовтневий         | 26                     | 407               | 4,5                   | 5             | 46           |
| Казанківський     | 130                    | 1117              | 9,3                   | 37            | 531          |
| Кривоозерський    | 110                    | 316               | 4,5                   | 46            | 278          |
| Миколаївський     | 30                     | 415               | 2,4                   | 17            | 226          |
| Новобузький       | 61                     | 641               | 6,1                   | 18            | 246          |
| Новоодеський      | 46                     | 729               | 4,4                   | 15            | 344          |
| Очаківський       | 11                     | 177               | 0,9                   | 7             | 176          |
| Первомайський     | 134                    | 479               | 7,8                   | 81            | 321          |
| Снігурівський     | 83                     | 1203              | 12,2                  | 44            | 661          |
| Разом             | 1153                   | 9869              | 97,2                  | 471           | 4846         |

## Наявність ставків у межах основнихрайонів річкових басейнівна території Миколаївської області[1]
| Район річкового басейну       | Кількість ставків, шт. | Площа ставків, га | Об'єм ставків, млн м³ | В оренді, шт. | В оренді, га |
| ----------------------------- | ---------------------- | ----------------- | --------------------- | ------------- | ------------ |
| Дніпра, у тому числі          | 313                    | 3276              | 32,7                  | 62            | 1394         |
| р. Інгулець                   | 22                     | 234               | 2,6                   | 8             | 171          |
| Південного Бугу, у тому числі | 792                    | 5380              | 53,6                  | 388           | 2756         |
| р. Інгул                      | 141                    | 1134              | 12,2                  | 31            | 469          |
| р. Синюха                     | 10                     | 23                | 0,4                   | 7             | 20           |
| Річки Причорномор'я           | 48                     | 1213              | 10,9                  | 21            | 696          |
| Разом                         | 1153                   | 9869              | 97,2                  | 471           | 4846         |

Найбільша кількість ставків знаходиться в басейні Південного Бугу, що становить 69% від загальної кількості ставків у Миколаївській області. 27% ставків — у басейні Дніпра. Найменший відсоток (4%) ставків у басейні річок Причорномор'я.